# 連続ドラマ小説 木下部長とボク
『連続ドラマ小説 木下部長とボク』（れんぞくドラマしょうせつ きのしたぶちょうとボク）は2010年1月15日（14日深夜）から4月1日まで読売テレビ制作・日本テレビ系列の「木曜ナイトドラマ」枠（毎週木曜23:58 - 翌0:38）で放送された連続ドラマ。主演の板尾創路は、南こうせつとのユニット『板尾こうせつ』として主題歌も歌っている。
広告代理店・丸々通信社を舞台に、マイペースで責任感ゼロの木下部長とお荷物社員たちの奇妙な日常を、木下部長の下に配属された新入社員・僕元の視点からゆるく描いたヒューマンドラマ。
キャッチコピーは、「もう、かえってもええかなぁ?」。
2010年7月7日に、DVD-BOXが発売された。

## キャスト
板尾創路は本作が連続ドラマ初主演となり、しずるの池田一真と村上純は本作品で俳優デビュー・連続ドラマ初出演。彼らの他にも山下しげのり（当時ジャリズム）・大地洋輔（ダイノジ）・阿部智則（POISON GIRL BAND）が連続ドラマ初出演。この他、よしもとクリエイティブ・エージェンシー所属の芸人・俳優がゲストとして多数出演している。

### レギュラー
丸々通信社 木下部
- 木下幸之助（木下部長） - 板尾創路（130R）
- 僕元公司（ボクモト） - 池田一真（しずる）
- 神奈川大介（神奈川） - 田中直樹（ココリコ）
- 石川毅（石川） - 津田寛治
- 清水智子（お清） - 遠山景織子
- 山田めるこ（めるたん） - 山田麻衣子
- 島（ワトソン） - 島田洋八
- 後藤 - 山下しげのり（当時ジャリズム）
- 常盤 - 大地洋輔（ダイノジ）
- 向井哲（哲） - 入江慎也（カラテカ）
- 御輿場（ミコシバ） - 阿部智則（POISON GIRL BAND）

丸々通信社 君島部
- 君島俊太郎（君島部長） - 宅麻伸
- 大塚（ホスト） - 高知東生
- 柴門（ローズ） - 大澄賢也
- 斎藤（トーテムポール） - 長江英和
- 日泉（二代目） - 村上純（しずる）

その他
- 総務部・春日 - 木野花（第一・二・八・十話）
- 本広人事部長 - 菅原永二（第一・二・十・十一・最終話）
- 山崎本部長 - 藤田宗久（第二話 - 最終話）
- 長崎専務 - 坂本あきら（第五・十・十一・最終話）
- 丸々通信社・社長 - 笑福亭仁鶴（特別出演）
- 割烹かれんのママ - 高橋ひとみ

### ゲスト
第一話
- 和田純（イケメン） - 徳井義実（チュートリアル）
- 新入社員・池田健 - 落合扶樹

第二話
- 何茂専務 - 松本人志（ダウンタウン、友情出演）
- 愛子 - 遊井亮子

第三話
- 鷲尾本部長 - 桂文珍
- 真壁 - 松林慎司
- 愛子 - 遊井亮子

第四話
- ジェニファー - ダーニャ寺西
- 謎の女 - 秋本奈緒美

第五話
- ノリ - 木村祐一
- ゲイ - 西川晃啓・松本康太（レギュラー）、高木晋哉（ジョイマン）

第六話
- 白井 - 千原ジュニア（千原兄弟）
- Wキッチン社員 - 伊藤明賢
- 安心食品社員 - タケト（当時Bコース）

第七話
- 御園ビール社員 - なだぎ武（当時ザ・プラン9）、若月徹・若月亮（当時若月）
- 高級クラブのホステス - 原万紀子、柳川真菜
- 主婦（ボクモトの空想） - 伊藤修子
- ケニー - Kenny Dee

第八話
- 看護師 - ちすん
- 久美子 - 秋本奈緒美
- バーテンダー - 中野公美子

第九話
- コンビニ店員・根本 - ほんこん（130R）[2]
- 久美子 - 秋本奈緒美
- マリーズチョコレート社員 - 川下大洋
- プレゼンテーター（ボクモトの空想） - チャド・マレーン（チャド・マレーン）
- バーテンダー - 中野公美子

第十話
- 西園寺 - 月亭八方
- 伊集院 - 桂きん枝
- 権藤 - 中田ボタン（中田カウス・ボタン）
- アパレル会社社員 - シルク、友近、たくませいこ
- 部長研修の講師（伊集院桜） - エド・はるみ
- 製薬会社社員 - 大谷ノブ彦（ダイノジ）
- 愛子 - 遊井亮子

第十一話
- 南グループ社長 - オール巨人（オール阪神・巨人）
- 加藤浩次（極楽とんぼ）（本人役）
- テリー伊藤（本人役）
- 古市幸子（本人役、NTVアナウンサー）
- めるこの友人 - 桐島里菜
- 木下がビデオでキスした女性 - 辰巳ゆい

最終話
- パン屋の店長 - 藤井隆
- 白井 - 千原ジュニア（千原兄弟）
- 御園ビール社員 - なだぎ武（当時ザ・プラン9）、若月徹・若月亮（当時若月）
- アパレル会社社員 - シルク、友近、たくませいこ
- 謝罪先の社員 - 明樂哲典
- 白井の秘書 - 枝村明子
- パン屋の店員 - 愛実、児玉絹世

## スタッフ
- 脚本・演出：大宮エリー
- 演出：爲川裕之、柿沼竹生、浅見真史
- 音楽：白石めぐみ
- チーフプロデューサー：田中壽一（ytv）
- プロデューサー：竹綱裕博（ytv）、竹本夏絵（よしもとクリエイティブ・エージェンシー）、前畑祥子（ファイブコミュニケーションズ）、小泉守（トータルメディアコミュニケーション）
- 制作協力：吉本興業
- 制作プロダクション：ファイブコミュニケーション、トータルメディアコミュニケーション
- 制作著作：ytv（読売テレビ）

## 主題歌
- 板尾こうせつ「君とボクと」（よしもとアール・アンド・シー）

板尾創路と南こうせつのユニット。作詞：大宮エリー、作曲：南こうせつ。

## サブタイトル
| 話数     | 放送日        | サブタイトル                                   | 演出       |
| -------- | ------------- | ---------------------------------------------- | ---------- |
| 第一話   | 2010年1月15日 | 幸せ呼ぶ無責任男奇跡の遅刻早退伝説             | 大宮エリー |
| 第二話   | 2010年1月21日 | お金ないけど接待（秘）500円作戦                | 大宮エリー |
| 第三話   | 2010年1月28日 | ディープキス部長と一番風呂で見る幸せ           | 爲川裕之   |
| 第四話   | 2010年2月5日  | 謎の女と誘惑温泉で仕事かキス危機一髪           | 爲川裕之   |
| 第五話   | 2010年2月11日 | たのしいリストラでウラの顔バレる秘密           | 柿沼竹生   |
| 第六話   | 2010年2月19日 | スキャンダルの嵐にバケツの水で一発芸           | 柿沼竹生   |
| 第七話   | 2010年2月26日 | 怪談バニーちゃんの徹夜お化け（秘）大作戦       | 爲川裕之   |
| 第八話   | 2010年3月4日  | ラブモードは突然に皆が片想い社内恋愛           | 爲川裕之   |
| 第九話   | 2010年3月11日 | ヒミツの三角関係で疑惑の朝食甘いワナ           | 浅見真史   |
| 第十話   | 2010年3月18日 | 仁義なき暴力部長の意外な素顔と三悪人           | 柿沼竹生   |
| 第十一話 | 2010年3月26日 | 大ピンチ無責任男と伝説ギャグ謝罪会見           | 大宮エリー |
| 最終話   | 2010年4月1日  | さよなら奇跡の男伝説の最後は涙の別れ消えた部長 | 大宮エリー |

- 第一・十一話は『ダウンタウンDX』の放送時間を30分拡大したため、30分遅延の金曜0:28開始。
- 第四話は『ぐるぐるナインティナイン』の放送時間を30分、『NEWS ZERO』の放送時間を10分それぞれ拡大したため、40分遅延の金曜0:38開始。
- 第六・七話は『NEWS ZERO』の放送時間を10分拡大したため、10分遅延の金曜0:08開始。
- 第十一話は情報番組『スッキリ!!』とのコラボ回[3]。

## その他
- ロケ地として川口駅前のビルが使用されている。